# 擬等距同構
擬等距同構是數學上度量空間之間的等價關係，著重在度量空間上的粗結構，而忽略掉小尺寸上的細節。這樣有如從遠處觀看度量空間，看到其大概，而察看不出細處的分別。

## 定義
設有兩個度量空間{\displaystyle (X,d_{X})}, {\displaystyle (Y,d_{Y})}，並有（未必連續的）映射{\displaystyle f:X\to Y}。若存在常數{\displaystyle L\geq 1}, {\displaystyle C\geq 0}，使得對所有{\displaystyle x_{1},x_{2}\in X}，有
{\displaystyle d_{Y}(f(x_{1}),f(x_{2}))\leq Ld_{X}(x_{1},x_{2})+C}
那麼稱映射 {\displaystyle f} 是 {\displaystyle (L,C)}-粗利普希茨的。這條不等式，可視為 {\displaystyle f} 在長距離時差不多是 {\displaystyle L}-利普希茨連續的。
若對所有{\displaystyle x_{1},x_{2}\in X}，有
{\displaystyle {\frac {1}{L}}d_{X}(x_{1},x_{2})-C\leq d_{Y}(f(x_{1}),f(x_{2}))\leq Ld_{X}(x_{1},x_{2})+C}
那麼稱映射 {\displaystyle f} 是一個 {\displaystyle (L,C)}-擬等距嵌入。雖然 {\displaystyle f} 不一定符合平常意義上的嵌入，即f未必把兩個不同的點映射到不同的點上，但是對兩個相隔得足夠遠的點，這兩點的像也是不同的。
擬等距映射有兩個等價定義：
- 若{\displaystyle f:X\to Y}是 {\displaystyle (L,C)}-粗利普希茨映射，且存在 {\displaystyle (L,C)}-粗利普希茨映射{\displaystyle g:Y\to X}，使得對所有{\displaystyle x\in X}，所有{\displaystyle y\in Y}，都有

{\displaystyle d_{X}(g(f(x)),x)\leq C}
{\displaystyle d_{Y}(f(g(y)),y)\leq C}
那麼稱映射 {\displaystyle f} 為 {\displaystyle (L,C)}-擬等距映射。這兩條不等式，可視為在長距離時，{\displaystyle f} , {\displaystyle g}差不多是互為逆映射。
- {\displaystyle f} 是一個 {\displaystyle (L,C)}-擬等距嵌入，並且對任一點{\displaystyle y\in Y}，都存在{\displaystyle x\in X}使

{\displaystyle d_{Y}(y,f(x))\leq C}
那麼稱映射 {\displaystyle f} 為 {\displaystyle (L,C)}-擬等距映射。這條不等式，是說 {\displaystyle Y}中每一點距離 {\displaystyle X} 的像 {\displaystyle f(X)} 都不超過 {\displaystyle C}。對這定義的 {\displaystyle f}，可以構造前一定義的 {\displaystyle g} 如下：對每一點{\displaystyle y\in Y}，取任一個{\displaystyle x\in X}使得{\displaystyle d_{Y}(y,f(x))\leq C}，並令{\displaystyle g(y):=x}。
這兩個定義中的 {\displaystyle L}, {\displaystyle C}值可能不同。
兩個度量空間{\displaystyle (X,d_{X})}, {\displaystyle (Y,d_{Y})}若存在 {\displaystyle (L,C)}-擬等距映射{\displaystyle f}，則{\displaystyle X}, {\displaystyle Y}稱為 {\displaystyle (L,C)}-擬等距同構。若常數 {\displaystyle L}, {\displaystyle C} 的值不要緊時，可以簡單地稱 {\displaystyle X}, {\displaystyle Y} 為擬等距同構。
對度量空間 {\displaystyle X}, {\displaystyle Y}, {\displaystyle Z}，如果{\displaystyle f_{1}:X\to Y}, {\displaystyle f_{2}:Y\to Z}都是擬等距映射，那麼{\displaystyle f_{2}\circ f_{1}:X\to Z}也是擬等距映射。

## 例子
設函數{\displaystyle f:\mathbb {R} \to \mathbb {Z} }，以四捨五入方式，從實數映射到整數上。那麼f是一個擬等距映射。按擬等距映射的定義一，可以取 {\displaystyle L=1}, {\displaystyle C=1}，而{\displaystyle g:\mathbb {Z} \to \mathbb {R} }可用{\displaystyle g(x)=x}。因此{\displaystyle \mathbb {R} }和{\displaystyle \mathbb {Z} }是擬等距同構。
對任何正整數 {\displaystyle n}，{\displaystyle \mathbb {R} ^{n}}和{\displaystyle \mathbb {Z} ^{n}}間也有類似的擬等距映射，所以{\displaystyle \mathbb {R} ^{n}}和{\displaystyle \mathbb {Z} ^{n}}是擬等距同構。
任何兩個有界的度量空間都是擬等距同構，在兩者間的任何映射都是擬等距映射。

## 群論上的應用
一個有限生成群 {\displaystyle G}，其中任何兩個有限生成集合 {\displaystyle S},  {\displaystyle T} 賦予 {\displaystyle G} 兩個字度量{\displaystyle d_{S}}, {\displaystyle d_{T}}，那麼{\displaystyle (G,d_{S})}和{\displaystyle (G,d_{T})}是擬等距同構。所以縱使 {\displaystyle G} 可以有多種不同的字度量，但都對應同一個擬等距同構類。因此，可以定義有限生成群之間的擬等距同構關係。而一般的度量空間中的性質，凡是於擬等距映射下不變的，都可以用為有限生成群的性質。幾何群論中的雙曲群正是一例。
如果一個有限生成群作用於一個度量空間，並滿足一些條件，根據施瓦茨－米爾諾引理，這個群和受其作用的度量空間是擬等距同構。故此可以從研究度量空間，得知群的一些性質。